# Julián Araujo
Julián Vicente Araujo Zúñiga (Lompoc, 2001 augusztus 13. –), közismert nevén Julián Araujo, amerikai és mexikói válogatott labdarúgó, hátvéd. A Premier Leagueben szereplő Bournemouth játékosa.

## Pályafutása

### Klubcsapatokban
Araujo a kaliforniai Lompoc községben született. Az ifjúsági pályafutását a Central Coast Condors, a Santa Barbara Soccer Club és a Barça Residency Academy csapatában kezdte, majd a LA Galaxy akadémiájánál folytatta.
2019-ben mutatkozott be a LA Galaxy első osztályban szereplő felnőtt keretében. Először a 2019. március 17-ei, Minnesota United ellen 3–2-re megnyert mérkőzés 85. percében, Chris Pontius cseréjeként lépett pályára. Első gólját 2020. október 8-án, a Portland Timbers ellen hazai pályán 6–3-as vereséggel zárult találkozón szerezte meg. 2023 februárjában a Barcelona érdeklődött a játékos iránt. 2023. február 17-én a 3½ éves szerződést kötött a Barcelona együttesével.

#### Las Palmas(kölcsön)
2023. augusztus 1-jén a kanáriak megállapodtak az katalán csapattal, hogy Araujo egy évre kölcsönbe érkezik a 2023/24-es idény végéig.

### Bournemouth
2024. augusztus 13-án ötéves szerződést kötött a Bournemouth csapatával.

### A válogatottban
Araujo az U16-ostól az U23-asig több korosztályos válogatottban is képviselte Amerikát. 2020-ban egy mérkőzés erejéig tagja volt az amerikai válogatottnak.
2021-ben debütált a mexikói válogatottban. Először a 2021. december 9-ei, Chile ellen 2–2-es döntetlennel zárult mérkőzésen lépett pályára.

## Statisztika
2022. október 21. szerint.
| Klub                 | Szezon           | Bajnokság        | Bajnokság | Bajnokság | Kupa  | Kupa  | Nemzetközi | Nemzetközi | Egyéb | Egyéb | Összes | Összes |
| Klub                 | Szezon           | Liga             | Mérk.     | Gólok     | Mérk. | Gólok | Mérk.      | Gólok      | Mérk. | Gólok | Mérk.  | Gólok  |
| -------------------- | ---------------- | ---------------- | --------- | --------- | ----- | ----- | ---------- | ---------- | ----- | ----- | ------ | ------ |
| LA Galaxy            | 2019             | MLS              | 18        | 0         | 1     | 0     | 1          | 0          | —     | —     | 20     | 0      |
| LA Galaxy            | 2020             | MLS              | 17        | 1         | 0     | 0     | —          | —          | —     | —     | 17     | 1      |
| LA Galaxy            | 2021             | MLS              | 32        | 0         | 0     | 0     | —          | —          | —     | —     | 32     | 0      |
| LA Galaxy            | 2022             | MLS              | 35        | 1         | 4     | 0     | 1          | 0          | —     | —     | 40     | 1      |
| LA Galaxy            | Összesen         | Összesen         | 102       | 2         | 5     | 0     | 2          | 0          | —     | —     | 109    | 2      |
| Las Palmas (kölcsön) | 2023/24          | La Liga          | 0         | 0         | 0     | 0     | —          | —          | —     | —     | 0      | 0      |
| Las Palmas (kölcsön) | Összesen         | Összesen         | 0         | 0         | 0     | 0     | —          | —          | —     | —     | 0      | 0      |
| KARRIER ÖSSZESEN     | KARRIER ÖSSZESEN | KARRIER ÖSSZESEN | 102       | 2         | 5     | 0     | 2          | 0          | 0     | 0     | 109    | 2      |

### A válogatottban
| Válogatott       | Év       | Pályára lépés | Gól |
| ---------------- | -------- | ------------- | --- |
| Egyesült Államok | 2020     | 1             | 0   |
| Összesen         | Összesen | 1             | 0   |

| Válogatott | Év       | Pályára lépés | Gól |
| ---------- | -------- | ------------- | --- |
| Mexikó     | 2021     | 1             | 0   |
| Mexikó     | 2022     | 2             | 0   |
| Összesen   | Összesen | 3             | 0   |